# Pato (travhäst)
Pato, född 9 maj 2008, är en svensk varmblodig travhäst. Han tränades av Petri Puro och kördes av Peter Ingves.
Pato tävlade åren 2011–2013 och sprang in 4,2 miljoner kronor på 23 starter varav 10 segrar. Han inledde karriären i april 2011 med sex raka segrar. Han tog karriärens största segrar i de två klassiska unghästloppen Svenskt Trav-Kriterium (2011) och Svenskt Travderby (2012).